# Solanum sect. Juglandifolia
Die Sektion Solanum sect. Juglandifolia ist ein Teil der Untergattung Potatoe innerhalb der Pflanzengattung der Nachtschatten (Solanum). Die nächsten Verwandten werden in die Sektion der Tomaten (Solanum sect. Lycopersicon) eingeordnet. Die zwei der Sektion zugeordneten Arten kommen im Nordwesten Südamerikas vor.

## Beschreibung

### Vegetative Merkmale
Die Arten der Sektion Juglandifolia sind große, verholzende, mehrjährige Kletterpflanzen oder Lianen, die rankend oder kletternd wachsen und teilweise die Baumkronen erreichen. Die dicken Sprossachsen sind grün, blass grün-braun oder an Zweigen mit Sekundärwachstum auch braun gefärbt. Sie sind zunächst fein bis dicht behaart und verkahlen im Alter; die Behaarung besteht aus einfachen, einreihigen drüsigen und nichtdrüsigen Trichomen.
Die sympodialen Einheiten besitzen fünf oder mehr Laubblätter. Die Laubblätter sind unpaarig bis unterbrochen unpaarig gefiedert, die Teilblättchen sind kurz gestielt oder gelegentlich aufsitzend bis an der Blattachse herablaufend. Die Behaarung der Blätter besteht aus einfachen, einreihigen, drüsigen und nichtdrüsigen Trichomen, die eine einzellige oder breite vielzellige Basis besitzen. Die Blattoberseite ist spärlich bis mittelmäßig behaart und dunkelgrün gefärbt, die Unterseite ist glatt oder runzelig und heller als die Oberfläche gefärbt, die netzartige Aderung tritt deutlich hervor. Pseudonebenblätter sind vorhanden. Die Hauptteilblätter sind ganzrandig, eingeschobene Teilblättchen fehlen oder sind, falls vorhanden, ganzrandig, aufsitzend und an die Blattachse herablaufend.

### Blütenstände und Blüten
Die Blütenstände sind vielfach gegabelt und besitzen einen langen Blütenstandsstiel. Tragblätter werden nicht ausgebildet. Die Blütenstiele sind in der Mitte oder etwas oberhalb der Mitte deutlich gelenkartig gegliedert. Die Blüten sind radiärsymmetrisch. Der Kelch besteht aus fünf teilweise miteinander verwachsenen Kelchblättern und ist unbehaart bis fein behaart. Die Krone ist leuchtend gelb, gelblich oder cremeweiß, duftend und sternförmig, fünfeckig oder radförmig. Die verwachsenen Kronblätter stehen zwischen einem Drittel und der Hälfte der Länge frei voneinander, so dass dreieckige bis kurz-dreieckige Kronzipfel entstehen. 
Die fünf Staubblätter sind nicht zu einer Staubblattröhre verwachsen. Die Staubbeutel sind gerade, gleich lang und gelb gefärbt, sie stehen einzeln oder sind leicht zusammengeneigt. Ihnen fehlt ein steriler Fortsatz an der Spitze, sie springen zunächst über Poren an der Spitze auf, die sich später zu nach innen gewendeten Schlitzen über die gesamte Länge erweitern. Der Fruchtknoten ist kugelförmig-konisch und unbehaart. Der Griffel ist in der unteren Hälfte weiß behaart, zurückgebogen und 2 bis 4 mm über die Staubbeutel hinausstehend. Die Narbe ist verlängert keulenförmig und etwas zweigelappt.

### Früchte und Samen
Die Früchte sind kugelförmige Beeren, die unbehaart sind und bei Reife ein dickes, hartes Perikarp ausbilden. Der Kelch ist an der Frucht leicht abbrechend, dick und holzig, kürzer als die Frucht und leicht zurückgebogen und abstehend. Die Fruchtstiele sind meist gerade, verdickt und holzig. Die Samen sind umgekehrt eiförmig, linsenförmig und entlang des Randes geflügelt.

## Vorkommen
Die beiden Arten kommen vom nordöstlichen Kolumbien über das südliche Ecuador bis ins südliche Peru verbreitet.

## Systematik

### Äußere Systematik
Innerhalb der Nachtschatten (Solanum) wird die Sektion Juglandifolia in die Untergattung Potatoe eingeordnet. Durch kladistische Untersuchungen, die sowohl auf morphologischer als auch auf molekularer Ebene durchgeführt wurden, konnte gezeigt werden, dass die Sektion monophyletisch ist. Diese Untersuchungen unterstützen auch, dass die Juglandifolia mit dem Rang einer Sektion zu führen sind und nicht, wie oftmals in der Literatur zu finden, als Untersektion der Solanum sect. Lycopersicon. Die durch diese Untersuchungen ermittelten Verwandtschaftsverhältnisse zu nahe verwandten Sektionen zeigt folgendes Kladogramm:
|  | Sektion Lycopersicoides                                                        |
|  |                                                                                |
|  | \| \| Sektion Juglandifolia \| \| \| \| \| \| Sektion Lycopersicon \| \| \| \| |
|  |                                                                                |
|  | Sektion Juglandifolia                                                          |
|  |                                                                                |
|  | Sektion Lycopersicon                                                           |
|  |                                                                                |

|  | Sektion Juglandifolia |
|  |                       |
|  | Sektion Lycopersicon  |
|  |                       |

|  | Sektion Lycopersicoides                                                        |
|  |                                                                                |
|  | \| \| Sektion Juglandifolia \| \| \| \| \| \| Sektion Lycopersicon \| \| \| \| |
|  |                                                                                |
|  | Sektion Juglandifolia                                                          |
|  |                                                                                |
|  | Sektion Lycopersicon                                                           |
|  |                                                                                |

|  | Sektion Juglandifolia |
|  |                       |
|  | Sektion Lycopersicon  |
|  |                       |

|  | Sektion Lycopersicoides                                                        |
|  |                                                                                |
|  | \| \| Sektion Juglandifolia \| \| \| \| \| \| Sektion Lycopersicon \| \| \| \| |
|  |                                                                                |
|  | Sektion Juglandifolia                                                          |
|  |                                                                                |
|  | Sektion Lycopersicon                                                           |
|  |                                                                                |

|  | Sektion Juglandifolia |
|  |                       |
|  | Sektion Lycopersicon  |
|  |                       |

|  | Sektion Lycopersicoides                                                        |
|  |                                                                                |
|  | \| \| Sektion Juglandifolia \| \| \| \| \| \| Sektion Lycopersicon \| \| \| \| |
|  |                                                                                |
|  | Sektion Juglandifolia                                                          |
|  |                                                                                |
|  | Sektion Lycopersicon                                                           |
|  |                                                                                |

|  | Sektion Juglandifolia |
|  |                       |
|  | Sektion Lycopersicon  |
|  |                       |

### Innere Systematik
Innerhalb der Sektion werden zwei Arten unterschieden:
- Solanum juglandifolium Dunal
- Solanum ochranthum Dunal